# فرد برودهيرست
فرد برودهيرست (بالإنجليزية: Fred Broadhurst)‏ (30 نوفمبر 1888 في المملكة المتحدة - 9 مايو 1953 في المملكة المتحدة) هو لاعب كرة قدم بريطاني (وحمل سابقاً جنسية المملكة المتحدة لبريطانيا العظمى وأيرلندا) في مركز الدفاع. لعب مع بريستون نورث إيند وستوكبورت كونتي ونادي تشورلي ونادي ستاليبريدج سيلتيك ونادي بارو ونادي نيلسون.